# Zevenbergen
Zevenbergen – holenderskie miasto położone w Brabancji Północnej w pobliżu Bredy. Zevenbergen było do 1997 r. samodzielną gminą, a obecnie jest stolicą gminy Moerdijk. Miejscowość liczy ok. 14.000 mieszkańców. Jest miastem partnerskim Opalenicy.